# Браммер
Браммер (нем. Brammer) — община в Германии, в земле Шлезвиг-Гольштейн. 
Входит в состав района Рендсбург-Экернфёрде. Подчиняется управлению Норторфер Ланд.  Население составляет 392 человека (на 31 декабря 2010 года). Занимает площадь 13,66 км².